# Robert Eder (Pharmazeut)

Robert Eder (ca. 1925)

Robert Eder (* 8. August 1885 in Bischofszell; † 10. Mai 1944 in Zürich; heimatberechtigt in Fischingen TG) war ein Schweizer Pharmazeut, Apotheker und Hochschullehrer.

## Leben
Robert Eder besuchte ein Gymnasium in Zug und absolvierte anschliessend ein Studium der Pharmazie in Basel und Zürich. Das Studium schloss er 1909 mit dem Apothekerdiplom des Eidgenössischen Polytechnikums Zürich ab. 1911 erlangte er den Doktortitel der Naturwissenschaften (Dr. rer. nat.), und 1915 folgte die Habilitation. Er heiratete 1920 Jeanne Eder-Schwyzer und war Vater zweier Töchter, der Physikerin Monika Eder und der Autorin und Gertrude-Stein-Expertin Ursula Elisabeth Eder, bekannt unter dem Namen Ulla Dydo.

## Schaffen
Ab 1915 war Eder als Privatdozent tätig, und ab 1917 bis zu seinem Tod war er als Nachfolger von Carl Hartwich ordentlicher Professor der Pharmakognosie, Pharmazeutischen Chemie und Toxikologie. Zudem war er Direktor des Pharmazeutischen Instituts der ETH Zürich.
Des Weiteren war Eder ab 1918 Freimitglied des Zürcher Apothekervereins und zwischen 1922 und 1933 Mitglied der Eidgenössischen Pharmakopöe-Kommission. Ferner war er Herausgeber der Pharmacopoea Helvetica, Editio 5a im Jahre 1947, deren pharmazeutisch-chemischer Teil in seiner Normierungstendenz international bahnbrechend war. Von 1940 bis 1942 war er Präsident der Naturforschenden Gesellschaft in Zürich. Eder wurde von der Universität Zürich der Dr. med. h. c. verliehen.